# Persephone-Grab

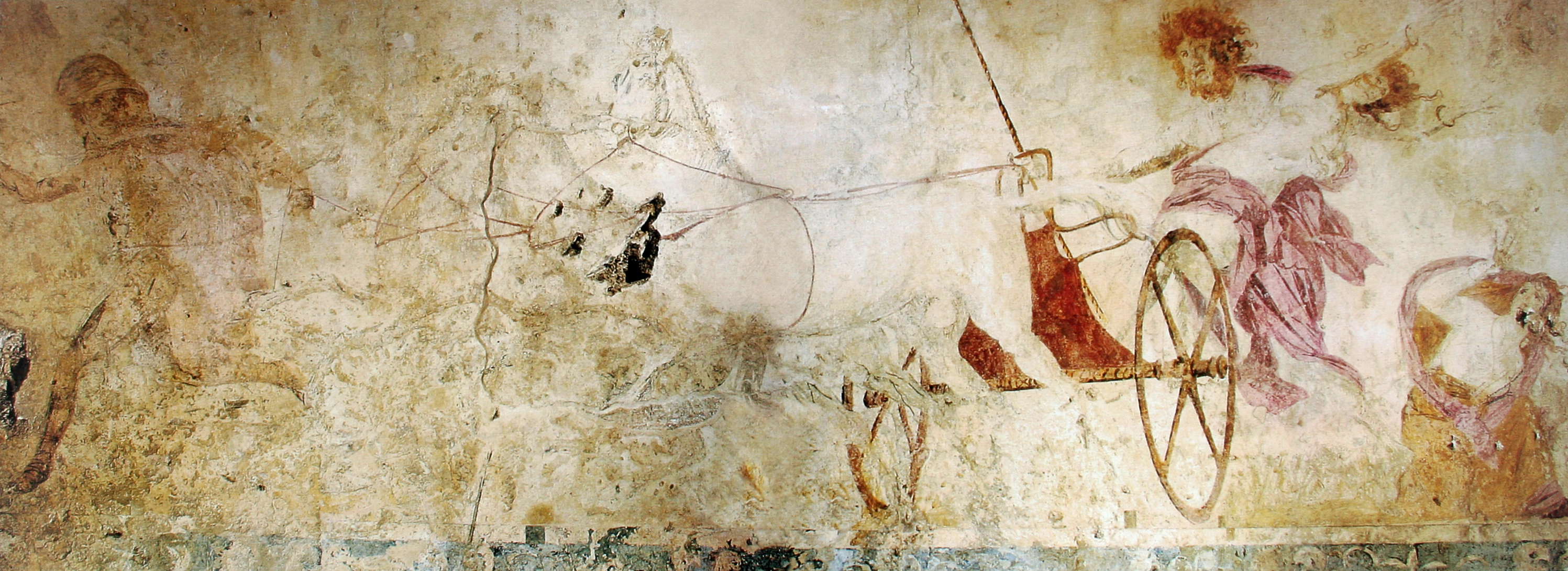
Darstellung des Raubes der Persephone im Persephone-Grab

Das Persephone-Grab befindet sich in der Nekropole von Vergina im heutigen Norden von Griechenland. Das Grab datiert in die Mitte des 4. vorchristlichen Jahrhunderts und ist vor allem durch seine relativ gut erhaltenen Wandmalereien von großer kunsthistorischer Bedeutung.
Die Grabanlage wurde von dem griechischen Archäologen Manolis Andronikos gefunden, der das Grab anhand einiger weniger Keramikreste um 350 v. Chr. datiert. Die geplündert aufgefundene Kammer ist etwa 3 × 4,5 m groß und enthielt die Skelette einer Frau, eines Mannes und eines Kindes. Die Nord-, Ost- und Südwand der Kammer sind bemalt. An der Westwand waren einst die Grabbeigaben aufgestellt. Der untere Teil der Wände hat eine rot bemalte Sockelzone, darüber finden sich auf weißem Untergrund die eigentlichen Szenen, die etwa 1 m hoch sind. Zwischen beiden Zonen befindet sich ein blaues Band, auf das Chimären und Greifen gemalt sind. Die Malereien wurden auf den trockenen Putz gemalt.
Auf der Nordwand findet sich die wichtigste und namensgebende Szene des Grabes. Der Unterweltsgott Pluton ist dargestellt, wie er auf einem Streitwagen Persephone entführt. Voran sieht man Hermes, hinter Persephone sieht man eine erschrockene Frau auf dem Boden hockend. Auf der Ostwand sieht man eine Frau in einem weiten Gewand sitzen. Es handelt sich vielleicht um Demeter. Auf der Südwand sieht man drei sitzende Figuren, vielleicht die Schicksalsgöttinnen.
Die Farbpalette ist reduziert auf verschiedene Rot- und Ockertöne. Grün ist nicht vorhanden. Blau kommt nur vereinzelt vor. Die Malereien wirken dadurch monochrom. Die Figuren sind meist mit Strichen gezeichnet, obwohl es Andeutungen von Licht und Schatten gibt, so wirken die Figuren insgesamt doch eher flach.